# Peter av Oldenburg (1812–1881)
Peter av Oldenburg Konstantin Friedrich Peter, född 26 augusti 1812, död 14 maj 1881 i S:t Petersburg , var son till Georg av Oldenburg (1784–1812) och Katarina Pavlovna av Ryssland.
Gift 1837 i Biebrich med Therese av Nassau-Weilburg (1815–1871).

## Barn
- Alexandra (1838–1900); gift 1856 med storfurst Nikolaj Nikolajevitj (1831–1891)
- Nikolaus (1840–1886); gift 1863 med Maria Bulatzelly, grevinna von Osternburg 1863 (1845–1907)
- Marie Friederike Cäcilie (1842–1843)
- Alexander av Oldenburg (1844–1932); gift 1868 med prinsessan Eugenia Romanovsky, hertiginna von Leuchtenberg (1845–1925)
- Katharine (1846–1866) död i tuberkulos
- Georg (1848–1871) död i tuberkulos
- Konstantin (1850–1906); gift (morganatiskt) 1882 med Aggripina Djaparidze, grevinna von Zarnekau 1882 (1855–1926)
- Therese (1852–1883); gift 1879 med hertig Georg von Leuchtenberg (1852–1912)